# هواپیمایی کاسپین
شرکت هواپیمایی کاسپین، یکی از شرکت‌های هواپیمایی خصوصی ایرانی ست که در سال ۱۳۷۱ تأسیس شد. قطب اصلی این شرکت کلانشهر تهران است و اکنون با ۱۱ فروند هواپیما در حال فعالیت است که متعلق به این شرکت است.

## تاریخچه
شرکت هواپیمایی کاسپین به عنوان یکی از اولین شرکت‌های هواپیمایی خصوصی در صنعت حمل و نقل هوایی در سال ۱۳۷۱ با همت جمعی از اعضای این صنعت تأسیس گردید.

## ناوگان

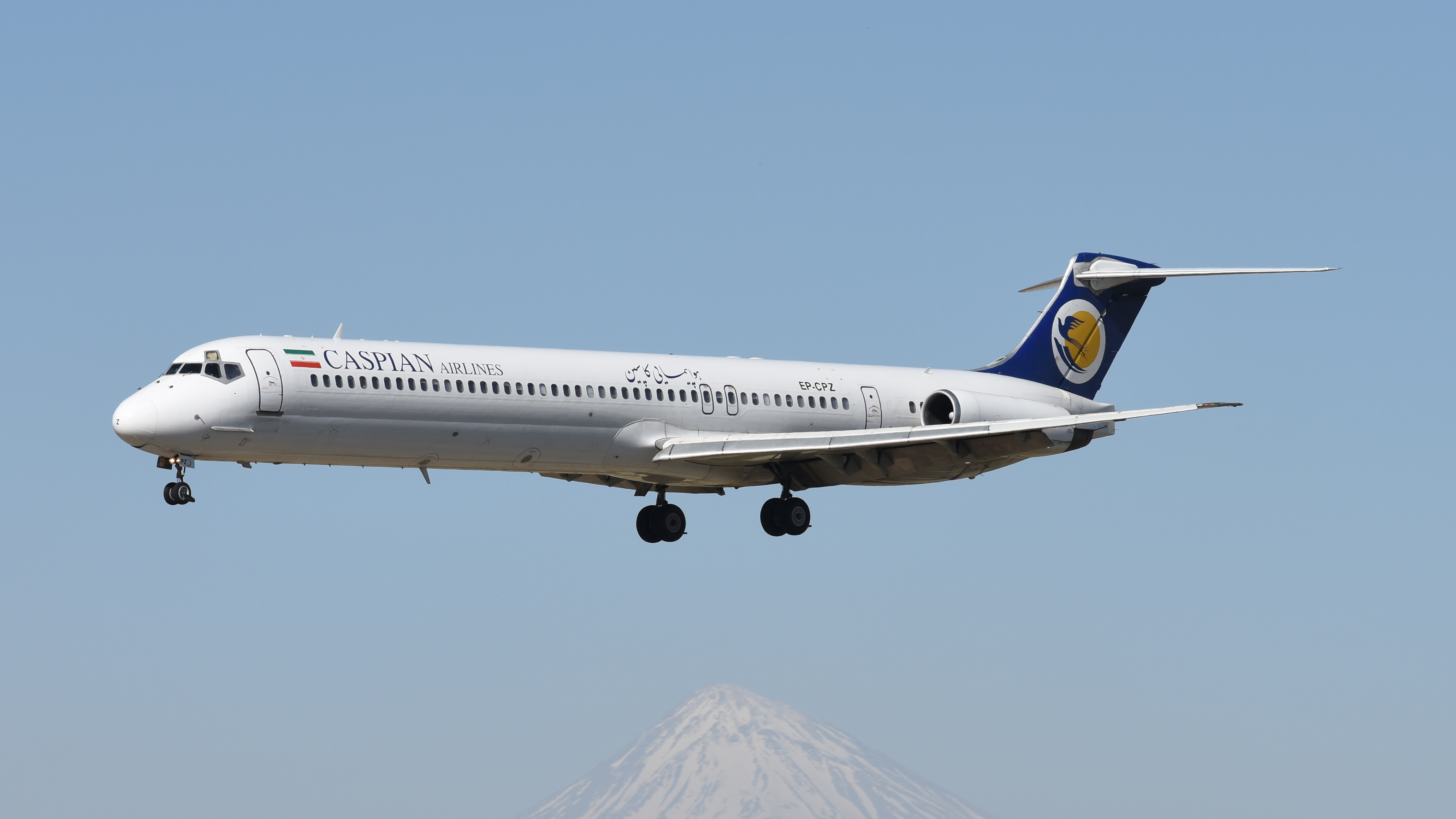
یک فروند هواپیمای مک‌دانل داگلاس هواپیمایی کاسپین در حال فرود در فرودگاه مهرآباد تهران

### ناوگان فعلی
این شرکت هم‌اکنون شامل ۱۱ فروند است.
| هواپیما        | تعداد | ظرفیت صندلی | توضیحات |
| -------------- | ----- | ----------- | ------- |
| بوئینگ ۷۳۷-۵۰۰ | ۳     | ۱۵۰         |         |
| بوئینگ ۷۳۷-۴۰۰ | ۳     | ۱۳۰         |         |
| ام‌دی ۸۳        | ۴     | ۱۶۵/۱۶۷/۱۷۰ |         |
| ام‌دی ۸۲        | ۱     | ۱۶۵/۱۶۷/۱۷۰ |         |
| مجموع          | ۱۱    |             |         |

### ناوگان پیشین
در ابتدای آغاز فعالیت این شرکت دارای ۴ فروند یاک-۴۲ بود. همچنین این شرکت دارای ۵ فروند توپولف تو-۱۵۴ بود که یک فروند آن در سانحه از بین رفت و ۴ فروند دیگر آن به دلیل خارج شدن این هواپیما از بخش مسافربری در ایران در اواخر سال ۱۳۸۹ از ناوگان این شرکت خارج شدند. در بهمن ۱۳۹۸ نیز یک فروند ام‌دی-۸۰ این شرکت به دلیل سانحه خروج از باند و غیرقابل استفاده بودن، برای همیشه از ناوگان خارج شد.
| هواپیما               | تعداد | ظرفیت صندلی | توضیحات                                                  |
| --------------------- | ----- | ----------- | -------------------------------------------------------- |
| مک‌دانل داگلاس ام‌دی-۸۰ | ۱     |             | به علت سانحه زمینگیر شد                                  |
| توپولف-۱۵۴            | ۵     |             | خارج شدن توپولوف ۱۵۴ از ناوگان هواپیماهای مسافربری ایران |
| یاک-۴۲                | ۴     |             | به علت فرسودگی زمینگیر شدند                              |
| بوئینگ ۷۳۷ کلاسیک     | ۱     |             | به علت سانحه زمینگیر شد                                  |

## مقصدهای پروازی

### ایران
- آبادان - فرودگاه بین‌المللی آبادان
- اهواز - فرودگاه بین‌المللی  اهواز
- بندر عسلویه - فرودگاه خلیج فارس
- بندرعباس - فرودگاه بین‌المللی بندرعباس
- اصفهان - فرودگاه بین‌المللی شهید بهشتی اصفهان
- جزیره کیش - فرودگاه بین‌المللی کیش
- بندر ماهشهر - فرودگاه ماهشهر
- مشهد - فرودگاه بین‌المللی شهید هاشمی‌نژاد مشهد
- رشت - فرودگاه سردار جنگل رشت
- ساری - فرودگاه دشت ناز ساری
- نوشهر - فرودگاه نوشهر
- شیراز - فرودگاه بین‌المللی شهید دستغیب شیراز
- تبریز - فرودگاه بین‌المللی شهید مدنی تبریز
- دزفول - فرودگاه دزفول
- تهران
  - فرودگاه بین‌المللی امام خمینی قطب
  - فرودگاه بین‌المللی مهرآباد قطب
- ارومیه - فرودگاه بین‌المللی شهید باکری ارومیه
- یزد - فرودگاه شهید صدوقی یزد
- زابل - فرودگاه زابل
- زاهدان - فرودگاه بین‌المللی زاهدان
- خرم آباد - فرودگاه بین المللی خرم آباد

### عراق
- نجف - فرودگاه بین‌المللی نجف
- سلیمانیه - فرودگاه بین‌المللی سلیمانیه

### ترکیه
- استانبول - فرودگاه بین‌المللی آتاترک

### امارات متحده عربی
- شهر دبی - فرودگاه بین‌المللی دبی

## سوانح و حوادث

### سوانح
- در ظهر روز چهارشنبه ۸۸/۴/۲۴ یک فروند هواپیمای مسافربری از نوع توپولف تی یو-۱۵۴ متعلق به شرکت هواپیمایی کاسپین که عازم ارمنستان بود دقایقی پس از بلند شدن از فرودگاه امام خمینی تهران در ۱۰ کیلومتری جنوب قزوین بین منطقه فارسیان و جنت آباد در بخش مرکزی قزوین سقوط کرد که منجر به کشته شدن تمامی ۱۶۹ سرنشین (مسافر و خدمه) این هواپیما شد (ر.ک. پرواز شماره ۷۹۰۸ هواپیمایی کاسپین).[۷][۸]
- در ۷ بهمن سال ۱۳۹۸ یک فروند هواپیمای مسافربری بوئینگ MD متعلق به شرکت هواپیمایی کاسپین که از مبدأ فرودگاه مهرآباد تهران به مقصد فرودگاه ماهشهر درحال حرکت بود پس از فرود در فرودگاه ماهشهر به دلیل نقص فنی از باند فرودگاه خارج شد. هیچ آسیبی به ۱۳۵ مسافر وارد نشد و خلبان پرواز پس از این حادثه تعلیق شد.[۹]